# Хан Юн ФК
Хан Юн ФК (на китайски: 航源足球俱樂部); (на английски: Hang Yuan FC) е тайвански футболен клуб от град Ню Тайпе.
Състезават се във висшата лига на Тайван. Мачовете си играят на „Футболно игрище на Фу Йен Юнивърсити“, Ню Тайпе с капацитет 5 000 зрители.

## История
Интерсити футболна лига
Клубът се сформира през 2012 година като Развитие на въздушните източници ФК и за първи път влиза в Междуградската футболна лига през 2013. През 2013 г. клубът завършва на 7-о място от 8 отбора, като събира само 7 точки. Въпреки че спечелва квалификационния турнир за следващия сезон, той отново завършва със същите точки през следващия сезон, макар и на по-високо стъпало 6-о място.
Тайванска Премиър лига
Запади обновената от 2017 година Висша лига по футбол в Тайван, „Развитие на въздушните източници ФК“ сменят името си на Хан Юн ФК и се включват в помощта на католическия университет Фу Йен за подобряване на стандарта на екипа. Хан Юн ФК завършват на 4-то място в предварителната фаза. Този финал им позволява да се състезават в плейофа за 3-то място срещу „Хасус ТСУ“, когото отстранява и завършва на 3-то място.
Поради неуспехите на „Тайпауър“ и „Татунг“ да получат лицензи от АФК, „Хан Юн“ получава мястото на Тайван в групите за 2018 за Купата на АФК, първият клуб от страната, който прави това. Подписвайки с международния полузащитник от Хаити и бившия футболен халф Жан-Марк Александър, отборът влезе в група с „Бенфика де Макао“ и севернокорейските клубове „25 април Спортен клуб“ и „Хвебул“. Победата с 3:2 на „Бенфика де Макао“ е последвано от бърза загуба с 5:1 от „25 април“.

## Предишни имена
| Години      | Име                                                          |
| ----------- | ------------------------------------------------------------ |
| 2012 – 2017 | „Развитие на въздушните източници ФК“ Air Source Development |
| От 2017 г.  | „Хан Юн ФК“ Hang Yuan FC                                     |

## Успехи
- Тайванска Премиер лига:
  -  Бронзов медал (3): 2017, 2018, 2019